# Veergati
Veergati (Hindi: वीरगति, vīrgati; übersetzt: Heroisches Ende) ist ein Bollywood-Action-Film aus dem Jahr 1995.

## Handlung
Der Film erzählt die Geschichte von Ajay, einem Waisenjungen, der als Säugling von dem Polizisten Havaldar in den Straßen von Kamathipura, einem Rotlichtviertel in Mumbai,  gefunden und aufgenommen wird. Havaldars Ehefrau verlässt daraufhin das gemeinsame Zuhause, da sie das Kind nicht akzeptieren kann. Ajay wächst unter schwierigen Bedingungen auf und entwickelt sich zu einem jungen Mann, der sich gegen Ungerechtigkeit zur Wehr setzt und immer wieder in Konflikte mit der Gesellschaft gerät.
Ajays engster Freund ist Shlok, der Sohn einer Prostituierten, die großen Wert auf die Bildung ihres Sohnes legt. Während Shlok ein Studium abschließt und sich in Pooja, die Tochter eines wohlhabenden Mannes, verliebt, bleibt Ajay gesellschaftlich ausgegrenzt und gerät durch Glücksspiel in Schwierigkeiten mit lokalen Gangstern.
Die Handlung eskaliert, als der Gangster Ekka Seth und seine Männer Havaldars leibliche Tochter Sandhya entführen und töten. Ajay, der sich der Familie tief verbunden fühlt, schwört daraufhin Rache. Im weiteren Verlauf nimmt er den Kampf gegen Ekka und dessen Komplizen auf, befreit mehrere ausgebeutete Frauen und tötet schließlich Ekka. Dabei wird Ajay jedoch selbst tödlich verletzt und stirbt am Ende des Films.

## Rezeption
Die Rezeption von Veergati fiel gemischt aus. Während der Film bei seinem Erscheinen 1995 kein großer kommerzieller Erfolg war, wurde insbesondere die schauspielerische Leistung von Salman Khan vielfach gelobt. Kritiker und Zuschauer hoben hervor, dass Khan in der Rolle des Ajay eine seiner überzeugendsten Darstellungen der 1990er Jahre zeigte. Die ernste Thematik des Films, der soziale Missstände wie Prostitution und Korruption thematisiert, wurde als ungewöhnlich und mutig für Bollywood-Produktionen jener Zeit bewertet.
Kritisiert wurden hingegen das Drehbuch und der Soundtrack, die als durchschnittlich empfunden wurden. Auch die Inszenierung wurde teilweise als konventionell beurteilt. In späteren Jahren entwickelte der Film insbesondere unter Salman-Khan-Fans einen gewissen Kultstatus und wird in Online-Foren und Filmkritiken als „unterbewertet“ und als Geheimtipp für Liebhaber sozialkritischer Actionfilme bezeichnet.
Veergati erreichte auf der Internet Movie Database (IMDb) eine Nutzerwertung von 5,9 von 10 Punkten (Stand: Juli 2025).